# Kansarmoede
Kansarmoede is een toestand waarbij mensen beknot worden in hun kansen om voldoende deel te hebben aan maatschappelijke goederen zoals onderwijs, arbeid, huisvesting. Het gaat hierbij niet om een eenmalig feit, maar om een continue situatie die zich voordoet op zowel materiële als immateriële terreinen.
Als criteria voor kansarmoede wordt gekeken naar factoren die bijdragen aan sociale status, zoals het maandinkomen van het gezin, de opleiding van de ouders, het stimulatieniveau van de kinderen, de arbeidssituatie van de ouders, de huisvesting en de gezondheid.
Ervan uitgaande dan men gelijke kansen heeft, worden deze kansen door externe factoren zoals een andere afkomst of een voorgeschiedenis sterk verminderd. Een voorbeeld hiervan is dat op de arbeidsmarkt men (vloeiend) Nederlands moet kunnen spreken, en voor iemand met een andere afkomst kan dit in het begin problemen veroorzaken. Hierdoor kan men geen vast inkomen genieten en kan men gedwongen zijn beroep doen op overheidssteun zoals sociale bijstand in Nederland of leefloon via het OCMW in België. Dit kan het begin zijn van een vicieuze cirkel dat impact heeft op de mentale gezondheid, wat op zijn beurt er weer voor zorgt dat men minder snel moeite gaat doen om een baan te zoeken.